# Badulla (distrikt)

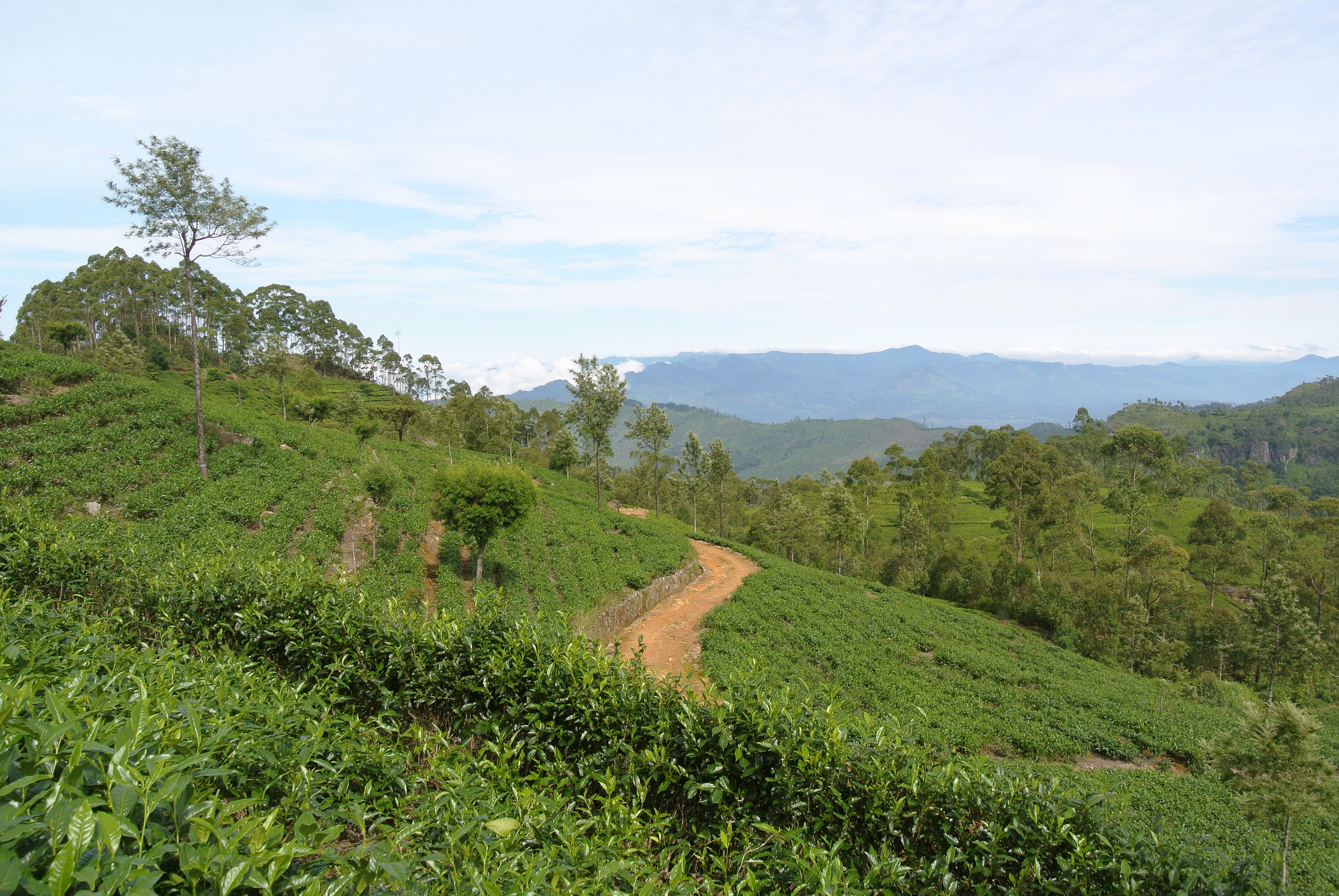
Teplantage i Haputale

Badulladistriktet inom Sri Lanka.

Badulla District är ett av Sri Lankas 25 distrikt och ligger i Uvaprovinsen. Distriktets huvudstad är Badulla.
Distriktet Badulla är ett jordbruksdistrikt där te, grönsaker och ris odlas. Huvudsakligen är distriktet uppdelat i två regioner, dem övre och den nedre regionen, enligt klimat och geografi.  Distriktets övre region är känd för teplantager och grönsaksodling, medan den nedre delen är känd för risodling.
Distriktet är indelat i ett antal divisional secretariats:
Badulla Division, Bandarawela Division, Ella Division, Haldummulla Division, Hali Ela Division, Haputale Division, Kandaketiya Division, Lunugala Division, Mahiyanganaya Division, Meegahakivula Division, Passara Division, Rideemaliyadda Division, Soranathota Division, Uva Paranagama Division och Welimada Division.